# 杨坝档
杨坝档是一个位于中国湖南省常德市的淡水湖，面积约为2.69平方千米，属于长江区。它的一级流域为长江流域，二级流域为长江干流水系。